# 大島食品工業
大島食品工業株式会社（おおしましょくひんこうぎょう）は、愛知県名古屋市に本社を置く食品メーカーである。学校給食用の粉末飲料「ミルメーク」で知られる。

## 概要
製薬会社として創業し1959年（昭和34年）に食品分野へ進出、のちに大島食品工業と商号を変更した。
学校給食用の粉末飲料ミルメークのほかゼリー・プリンの素、カップゼリー、乾燥小魚の小袋シリーズやふりかけや混ぜご飯の素の製造を行っている。

## 沿革
- 1948年（昭和23年）4月 - 「大島製薬所」として創業[1]。
- 1954年（昭和29年）6月 - 株式会社へ組織変更[1]。「大島製薬株式会社」となる[1]。
- 1959年（昭和34年）5月 - 食品分野へ進出[1]。
- 1977年（昭和52年）1月 - 「大島食品工業株式会社」に商号を変更[1]。

## 事業所
- 営業本部・工場（愛知県名古屋市守山区）[2]
- 東京営業所（東京都西東京市）[2]
- 札幌営業所（北海道札幌市中央区）[2]
- 福岡営業所（福岡県大野城市）[2]
- 長野出張所（長野県東御市）
- 仙台出張所（宮城県名取市）[2]
- 姫路出張所（兵庫県姫路市）[2]